# Herpetogramma pseudomagna
Herpetogramma pseudomagna is een vlinder uit de familie van de grasmotten (Crambidae), uit de onderfamilie van de Spilomelinae. De wetenschappelijke naam van deze soort is voor het eerst gepubliceerd in 1976 door Hiroshi Yamanaka.
De soort komt voor in China en Japan.